# Futsamba Josefense
Futsamba Josefense foi uma escola de samba da cidade de São José, em Santa Catarina, que desfilava na cidade e na capital, Florianópolis. Atualmente deixou de ser uma escola de samba, focando em atividades sociais.

## História

### Criação
O Futsamba Josefense foi fundada em Barreiros, na rua Vereadora Iracema de Andrade, no dia 18 de março de 2001, por um grupo de amigos e vizinhos que queriam criar uma associação voltada ao futebol e samba - daí o nome - e promover através dela atividades esportivas, sociais, culturais e beneficentes. Em 2004, preocupados com a falta de estrutura para lazer na comunidade, a diretoria resolveu entrar para o carnaval de São José. 
Nestes anos iniciais foram criados projetos como a Bateria Mirim, Capoeira, Escolinha de futebol e Aula de artes para crianças poderem ter opções no contraturno. Outros eventos realizados foram apresentações de grupos de pagode, danças, torneios de futebol, ações sociais com os projetos Samba sem Fome, A Arte de fazer Amigos, Páscoa Feliz, Dia das Crianças e Natal Solidário. Nestes eventos são arrecadados alimentos e brinquedos, que são repassados as famílias carentes cadastradas na associação. O Futsamba passou a fazer doações na Grande Florianópolis e outras cidades catarinenses como Itajaí, Criciúma e Tubarão.

### Carnaval de Florianópolis
Em 2011 o Futsamba foi campeão do desfile de São José e foi convidado a desfilar no recém-criado grupo de acesso no Carnaval de Florianópolis em 2012, se tornando a única escola que representaria oficialmente o município de São José na Passarela Nego Quirido por três edições: 2012, 2014 e 2015 - com o enredo "Da magia a superstição, Futsamba pinta o 7 com perfeição" trazendo o melhor resultado da escola, com o vice-campeonato do grupo de acesso. Em 2016, a GRCES Jardim das Palmeiras surge como a segunda escola josefense, subindo para o grupo de acesso em 2017, ano para o qual o Futsamba se preparou para desfilar com o enredo "São José - Terra firme no passado, projetada para o futuro", mas o desfile do acesso acabou cancelado. O mesmo se repetiu em 2018, e o Futsamba retorna apenas em 2019, quando faz seu último desfile.

### Fim das atividades da escola
Em setembro de 2019, a Liga das Escolas de Samba de Florianópolis (LIESF) anunciou que o Futsamba Josefense e a Amigos do Bom Viver não participariam dos desfiles em 2020 devido a falta da apresentação de uma proposta de viabilidade econômica pelas duas escolas.
No dia 22 de janeiro de 2020, em sua página no Facebook, o Futsamba anunciou o fim das atividades enquanto escola de samba, continuando como instituição para ações sociais.

## Segmentos

### Presidentes
| Nome                  | Mandato   | Ref.  |
| --------------------- | --------- | ----- |
| Marcos Santana "Duda" | 2016-2017 | [ 9 ] |
| Vera Susi             | 2018-2019 |       |

### Diretores
| Ano  | Diretor de Carnaval | Diretor de harmonia | Mestre de bateria | Ref. | Diretor de Corte |
| ---- | ------------------- | ------------------- | ----------------- | ---- | ---------------- |
| 2015 |                     |                     |                   |      |                  |
| 2016 |                     |                     |                   |      | Vera Susi        |

### Coreógrafo
| Ano  | Nome         | Ref. |
| ---- | ------------ | ---- |
| 2015 | Dani Almeida |      |
| 2016 |              |      |

### Casal de Mestre-sala e Porta-bandeira
| Ano  | Nome                          | Ref.   |
| ---- | ----------------------------- | ------ |
| 2015 | Isaias Cardoso e Kamila Maria | [ 10 ] |
| 2016 |                               |        |

### Corte de bateria
| Ano  | Rainha            | Madrinha | Ref. |
| ---- | ----------------- | -------- | ---- |
| 2015 | Verena Silva      |          |      |
| 2016 | Verena Silva      |          |      |
| 2017 | Lidiane Vieira    |          |      |
| 2018 | Victoria Cristina |          |      |

## Carnavais
| Ano                                              | Colocação   | Grupo  | Enredo                                                  | Carnavalesco    | Intérprete     | Ref.   |
| ------------------------------------------------ | ----------- | ------ | ------------------------------------------------------- | --------------- | -------------- | ------ |
| 2012                                             | 4º Lugar    | Acesso |                                                         |                 |                |        |
| Não ocorreram desfiles em 2013.                  |             |        |                                                         |                 |                |        |
| 2014                                             | 3º Lugar    | Acesso | O Barro, A Vida, o Dom da Criação                       | Raphaela Perrut |                | [ 3 ]  |
| 2015                                             | Vice-Campeã | Acesso | Da mágia a supertição, Futsamba pinta o 7 com perfeição | Raphaela Perrut | Severo Pereira | [ 11 ] |
| 2016                                             | 3º Lugar    | Acesso | África – Encantos, mistérios e magias                   | Renan Paskuau   | Severo Pereiro |        |
| Não ocorreram desfiles do acesso em 2017 e 2018. |             |        |                                                         |                 |                |        |
| 2019                                             | 4º Lugar    | Acesso | Me dá um doce ou eu te assusto!                         | Camila Luz      | Antônio Petoco |        |